# August Eberhard Müller
August Eberhard Müller, född den 13 december 1767 i Northeim, död den 3 december 1817 i Weimar, var en tysk musiker. 
Müller blev 1804 kantor vid Thomaskyrkan i Leipzig och 1810 kapellmästare i Weimar. Han skrev en mängd kompositioner för sång, flöjt, orgel och piano. 
Berömd blev hans instruktiva musik för sistnämnda instrument: kapriser och fantasier liksom en Pianoforteschule (1804), som blev grundvalen för Kalkbrenners metod.